# 15. мај
15. мај (15.5.) је 135. дан године по грегоријанском календару (136. у преступној години). До краја године има још 230 дана.

## Догађаји
- 1440 — Ладислав V Посмрче, стар око три месеца, крунисан за угарског краља у Стоном Београду.
- 1536 — Енглески суд је прогласио кривим за прељубу и инцест Ану Болен, другу жену краља Хенрија VIII, и њеног брата лорда Рошфора и осудио их на смрт.
- 1571 — Татари су освојили и запалили Москву.
- 1767 — Ђенова је продала Француској острво Корзику.
- 1796 — Трупе Наполеона Бонапарте ушле су у Милано.
- 1848 — 
  - Окончано заседање Мајске скупштине у Сремским Карловцима.
  - У Бечу је избио устанак против апсолутистичког режима који је приморао владу да повуче октроисани устав донет 25. априла и да распише изборе.
- 1918 — Прва авионска пошта у свету кренула је између Њујорка, Филаделфије и Вашингтона.
- 1923 — Велика Британија признала је Трансјордан под емиром Абдулахом као независну државу.
- 1935 — Отворена прва линија московског метроа
- 1940 — У САД су почеле да се продају прве најлон чарапе.
- 1940 — Капитулирала је холандска војска у Другом светском рату.
- 1943 — Распуштена је Коминтерна.
- 1945 — Удруженим снагама јединице Црвене армије и НОВЈ-а истерале су Немачке трупе из Југославије у Другом светском рату. У четворогодишњем рату погинуло је, по званичним подацима, 1.706.000 људи, а земља је порушена и опустошена.
- 1948 — Новостворену државу Израел су напали египатски авиони, а са севера и истока либанске и јорданске трупе чиме је почео Арапско-израелски рат 1948.
- 1955 — У Бечу је потписан Аустријски државни уговор којим је окончана десетогодишња савезничка окупација, а Аустрија постала независна република у границама од 1. јануара 1938.
- 1957 — Велика Британија је извршила прву пробу хидрогенске бомбе у централном Пацифику.
- 1989 —
  - Основан Радио Б92
  - Совјетски председник Михаил Горбачов објавио је у Пекингу крај кинеско-совјетских раскола.
- 1991 — Едит Кресон постала је прва жена премијер Француске.
- 1992 — Хиљаде присталица опозиције у Азербејџану заузело је у Бакуу зграду парламента и председничку палату. Наредног дана с власти је збачен председник Ајаз Муталибов који је потом избегао у Москву.
- 1992 — Током повлачења Југословенске народне армије из Босне, у Тузли је нападнут војни конвој. Убијено 49 војника.
- 1996 —
  - Десничарски лидер Атал Бихари Ваџпаји је постао премијер Индије, пошто је његова Баратија Џаната партија на парламентарним изборима освојила релативну већину. То је било први пут да Хинду националиста добије место премијера.
  - Скупштина СР Југославије сменила је гувернера Народне банке Југославије Драгослава Аврамовића, творца привредне реформе која је почетком 1994. земљу извукла из хиперинфлације. Аврамовић је претходног дана у свом експозеу у Скупштини оптужио владу СР Југославије да блокира преговоре са међународним финансијским организацијама и тиме гура земљу у пропаст.
- 1999 — Италија је добила новог председника Карла Ацеља Чампија.
- 2001 — Шеф УНМИК-а Ханс Хекеруп потписао је у Приштини "Уставни оквир за самоуправу на Косову" и поред противљења Срба са Косова, који су сматрали да тај највиши правни акт покрајине није у складу с резолуцијом УН о њеном будућем статусу.
- 2002 — Народна банка Југославије саопштила да је динар постао конвертибилан у свим текућим трансакцијама са иностранством, по први пут од 1946, када је бивша Југославија постала члан ММФ.
- 2003 —
  - Хашки трибунал за ратне злочине почињене у Руанди осудио је на доживотну робију бившег министра информација Елиезера Нијитегека, а бившег градоначелника Лорента Семанзу на 25 година затвора, због учешћа у геноциду 1994. године.
  - Бивши директор највеће аукцијске куће Сотебис А. Алфред Таубам ослобођен је из затвора, у коме је био око годину дана, због "намештања" провизије са ривалском кућом Кристис.
- 2007 — Србија после вишемесечних преговора добила нову Владу - премијер поново Војислав Коштуница, лидер ДСС

## Рођења
- 1567 — Клаудио Монтеверди, италијански композитор. (прем. 1643)[1]
- 1713 — Никола Луј де Лакај, француски астроном. (прем. 1762)[2]
- 1845 — Иља Иљич Мечников, руски зоолог и биолог, добитник Нобелове награде за физиологију или медицину (1908). (прем. 1916)[3]
- 1859 — Пјер Кири, француски физичар и хемичар, добитник Нобелове награде за физику (1903). (прем. 1906)[4]
- 1891 — Михаил Булгаков, руски књижевник, драматург и лекар. (прем. 1940)[5]
- 1909 — Џејмс Мејсон, енглески глумац, продуцент и сценариста. (прем. 1984)[6]
- 1911 — Макс Фриш, швајцарски књижевник, драматург и архитекта. (прем. 1991)[7]
- 1926 — Питер Шафер, енглески сценариста и драматург. (прем. 2016)[8]
- 1930 — Џаспер Џонс, амерички сликар, вајар и графичар.[9]
- 1933 — Стојан Д. Вујичић, српски књижевник. (прем. 2002)[10]
- 1933 — Пашко Ракић, југословенско-амерички научник.[11]
- 1937 — Мадлен Олбрајт, америчка политичарка и дипломаткиња, прва жена државни секретар САД. (прем. 2022)[12]
- 1947 — Љупко Петровић, српски фудбалер и фудбалски тренер.[13]
- 1948 — Брајан Ино, енглески музичар, музички продуцент и визуелни уметник.[14]
- 1951 — Френк Вилчек, амерички теоријски физичар и математичар, добитник Нобелове награде за физику (2004).[15]
- 1952 — Чез Палминтери, амерички глумац, сценариста, продуцент и драматург.[16]
- 1953 — Богић Богићевић, југословенски и босанскохерцеговачки политичар.
- 1953 — Мајк Олдфилд, енглески музичар.[17]
- 1959 — Вера Нешић, српска певачица. (прем. 2011)
- 1960 — Римас Куртинајтис, литвански кошаркаш и кошаркашки тренер.[18]
- 1964 — Горица Нешовић, српска новинарка, списатељица и радијска и ТВ водитељка. (прем. 2022)
- 1969 — Љиљана Кнежевић, српска рукометашица.
- 1970 — Франк де Бур, холандски фудбалер и фудбалски тренер.[19]
- 1981 — Патрис Евра, француски фудбалер.[20]
- 1982 — Сегундо Кастиљо, еквадорски фудбалер.[21]
- 1982 — Џесика Сута, америчка певачица, плесачица и глумица.[22]
- 1986 — Нина Радуловић, српска ТВ водитељка и модел.
- 1987 — Ерсан Иљасова, турски кошаркаш.[23]
- 1987 — Марко Јагодић Куриџа, српски кошаркаш.[24]
- 1987 — Леонардо Мајер, аргентински тенисер.[25]
- 1987 — Енди Мари, британски тенисер.[26]
- 1987 — Тајрис Рајс, америчко-црногорски кошаркаш.[27]
- 1991 — Нејт Волтерс, амерички кошаркаш.[28]
- 1996 — Берди, енглеска музичарка.[29]
- 1997 — Усман Дембеле, француски фудбалер.[30]

## Смрти
- 392 — Валентинијан II, цар Западног римског царства. (рођ. 371)[31]
- 1847 — Данијел О’Конел, ирски политичар. (рођ. 1775)[32]
- 1886 — Емили Дикинсон, америчка књижевница. (рођ. 1830)[33]
- 1914 — Јован Скерлић, српски историчар и књижевни критичар, професор Београдског универзитета, члан Српске краљевске академије. (рођ. 1877)[34]
- 1935 — Казимир Маљевич, руски сликар. (рођ. 1879)[35]
- 1964 — Влатко Мачек, хрватски политичар из прве половине 20. века. (рођ. 1879)[36]
- 1967 — Павле Холодков, руски оперски певач. (рођ. 1888)[37]
- 1994 — Олга Спиридоновић, српска глумица. (рођ. 1923)[38]
- 2008 — Вилис Лем, амерички физичар. (рођ. 1913)[39]
- 2014 — Саша Хаџи Танчић,  српски књижевник. (рођ. 1948)[40]

## Празници и дани сећања
- Међународни празници
  - Међународни дан породице
- Српска православна црква слави:
  - Свете мученике Еспера, Зоу, Кириака и Теодула
  - Светог Атанасија Великог - архиепископ александријски
  - Свете мученике Бориса и Гљеба
  - Светог Михаила - Бугарског цара